# George Young (lekkoatleta)
George L. Young (ur. 24 lipca 1937 w Roswell, zm. 8 listopada 2022 w Casa Grande – amerykański lekkoatleta (długodystansowiec), medalista olimpijski z 1968.
Odpadł w eliminacjach biegu na 3000 metrów z przeszkodami na igrzyskach olimpijskich w 1960 w Rzymie. Na kolejnych igrzyskach olimpijskich w 1964 w Tokio zakwalifikował się do finału tej konkurencji, w którym zajął 5. miejsce.
Zdobył brązowy medal w biegu na 3000 metrów z przeszkodami na igrzyskach olimpijskich w 1968 w Meksyku za Kenijczykami Amosem Biwottem i Benjaminem Kogo. Na tych samych igrzyskach zajął 16. miejsce w biegu maratońskim. Na swych czwartych igrzyskach olimpijskich w 1972 w Monachium nie zakwalifikował się do finału biegu na 5000 metrów.
Poprawiał rekordy Stanów Zjednoczonych w biegu na 5000 metrów czasem 13:31,2 (15 maja 1971 w Bakersfield) i trzykrotnie w biegu na 3000 metrów z przeszkodami, do wyniku 8:30,6 (21 czerwca 1968 w Sacramento).
Był mistrzem Stanów Zjednoczonych w biegu na 3000 metrów z przeszkodami w 1962, 1965 i 1968 oraz wicemistrzem w 1959, mistrzem w biegu na 3 mile w 1966 i w maratonie w 1968. Zdobył również halowe mistrzostwo USA w biegu na 3 mile w 1968 i 1969.
Później pracował jako nauczyciel i trener.